# Heydarabad
Heydarabad (em persa: , também romanizada como Ḩeydarābād) é uma aldeia do distrito rural de Langarud, no condado de Abbasabad, da província de Mazandaran, Irã.
No censo de 2006, sua população era de 207 habitantes, em 58 famílias.